# Bernabé Zapata Miralles
Bernabé Zapata Miralles (n. 12 ianuarie 1997, Valencia, Comunitatea Valenciană, Spania) este un jucător spaniol de tenis. Cea mai înaltă poziție la simplu în clasamentul ATP este locul 37 mondial, la 22 mai 2023, iar la dublu, locul 503 mondial, la 4 februarie 2019.